# Selma Lopes
Selma Lopes, pseudônimo de Maria Lopes Gonçalves (nascida Maria de Carvalho Lopes; Iguape, 10 de setembro de 1928), é uma atriz, cantora, professora de interpretação e uma das principais dubladoras brasileiras.

## Biografia
Selma iniciou a carreira na Rádio Atlântica, em Santos, quando acompanhava seu irmão caçula, cantor, e foi convidada a cantar também, iniciando suas atividades como cantora, locutora e apresentadora de programas na rádio.
Na televisão já participou de diversas novelas e programas da TV Globo, seu trabalho mais conhecido foi a fofoqueira Dona Pepa de Uma Rosa com Amor na qual Selma contracenava com Henriqueta Brieba. Pioneira no ramo da dublagem, é mais conhecida por ser a voz oficial da atriz e comediante Whoopi Goldberg no Brasil e da Marge Simpson de Os Simpsons (1ª a 4° episódio da 8ª temporada e 14° temporada em diante).

## Vida pessoal
Selma foi casada com o humorista Zacarias por quinze anos. Os dois se conheceram em Minas Gerais em 1958, e foi Selma quem o incentivou a ir para o Rio de Janeiro e investir na carreira artística; os dois tiveram uma filha juntos, Maria Laura Gonçalves, e permaneceram muito amigos após o divórcio.
Em maio de 2020, Selma foi diagnosticada com COVID-19, necessitando de internação, e se recuperou da doença, tendo alta médica no mesmo mês.

## Prêmios
| Ano  | Prêmio        | Categoria                        | Papel/Obra                              | Resultado | Fonte |
| ---- | ------------- | -------------------------------- | --------------------------------------- | --------- | ----- |
| 2005 | Prêmio Yamato | Melhor Dubladora de Coadjuvante  | May Parker em Homem-Aranha 2            | Indicada  | [ 7 ] |
| 2006 | Prêmio Yamato | Melhor Dubladora de Protagonista | Marge Simpson, em Os Simpsons           | Indicada  | [ 8 ] |
| 2008 | Prêmio Yamato | Melhor Dubladora de Protagonista | Marge Simpson, em Os Simpsons - o Filme | Venceu    | [ 9 ] |

## Filmografia

### Televisão
| Ano       | Título                             | Personagem             | Nota                                                   |
| --------- | ---------------------------------- | ---------------------- | ------------------------------------------------------ |
| 1968-71   | Balança Mas Não Cai                | Vizinha do 502         |                                                        |
| 1972      | Uma Rosa com Amor                  | Dona Antonieta         |                                                        |
| 1973      | Chico City                         | Eddy Lammar            | [ 11 ]                                                 |
| 1973      | Caso Especial                      | Rita                   | Episódio: "O Silêncio e o Grito"                       |
| 1974      | O Rebu                             | Maria                  | [ 12 ]                                                 |
| 1975-85   | Turma do Lambe-Lambe               | Xicória (voz)          | [ 13 ] [ 14 ]                                          |
| 1976      | Anjo Mau                           | Ruth                   |                                                        |
| 1977-1987 | Os Trapalhões                      | Vários Personagens     |                                                        |
| 1978      | Dancin' Days                       | Jandira                | [ 15 ]                                                 |
| 1981      | Chico Total                        | Vários Personagens     |                                                        |
| 1982-83   | Balança Mas Não Cai                | Vizinha do 502         |                                                        |
| 1985      | Rita e Roberto                     | Repórter               | Especial de fim de ano                                 |
| 1990      | Desejo                             | Mulher no hospital     | [ 17 ]                                                 |
| 1991      | Lua Cheia de Amor                  | Diamantina da Silva    | [ 18 ]                                                 |
| 1996      | Chico Total                        | Dona Justina Veríssimo |                                                        |
| 1996      | Chico Total                        | Vários personagens     |                                                        |
| 1999      | Zorra Total                        | Otarina                |                                                        |
| 2000      | Malhação                           | Senhora                | Participação Especial                                  |
| 2004      | A Diarista                         | Cida                   | Episódio: "Aquela do supermercado"                     |
| 2005      | Bang Bang                          | Tita                   |                                                        |
| 2005      | A Diarista                         | Fã de Marinete         | Episódio: "Nete vira Estrela de Televisão"             |
| 2005      | A Diarista                         | Dona Olinda            | Episódio: "Asilo é se lhe parece"                      |
| 2006      | Sítio do Picapau Amarelo           | Vovó Caipora           |                                                        |
| 2007      | A Diarista                         | Dona Jurema            | Episódio: "Aquele da Televisão"                        |
| 2007      | Pé na Jaca                         | Lúcia                  |                                                        |
| 2007      | Amazônia, de Galvez a Chico Mendes | Dinalda                |                                                        |
| 2008      | A Favorita                         | Gilda                  |                                                        |
| 2008      | Ciranda de Pedra                   | Joana                  |                                                        |
| 2009      | Cama de Gato                       | Dirce                  |                                                        |
| 2010      | Afinal, o Que Querem as Mulheres?  | Tia Beatriz            | [ 19 ]                                                 |
| 2011      | Tapas & Beijos                     | Alzira                 | Episódio: "Presas"                                     |
| 2014      | Dupla Identidade                   | Neusa                  | 3 episódios                                            |
| 2014      | Sexo e as Negas                    | Maura                  | Episódio: "O Beijo de Judas"                           |
| 2014      | Alto Astral                        | Maura                  | Participação especial                                  |
| 2015      | Malhação                           | Tia Miloca             | Participação especial                                  |
| 2017      | Sol Nascente                       | Jurema                 | Participação especial                                  |
| 2017      | Rock Story                         | Dona Sônia             | Participação especial                                  |
| 2018      | Segundo Sol                        | Dona Eugênia Pereira   | Episódios: "19–20 de julho" Episódio: "14 de setembro" |
| 2018      | O Tempo Não Para                   | Madre                  | Episódio: "7 de agosto"                                |
| 2018      | Sob Pressão                        | Dona Teresinha         | Episódio: "8"                                          |

### Cinema
| Ano  | Título                           | Personagem           |
| ---- | -------------------------------- | -------------------- |
| 2023 | Minha Irmã e Eu                  | Dona Glacy           |
| 2022 | Minha Família Perfeita           | Nonna                |
| 2019 | Cinderela Pop                    | Velhinha             |
| 2018 | Crô em Família                   | Velhinha             |
| 2017 | Historietas Assombradas: O Filme | Mãedíbula (voz)      |
| 2015 | S.O.S. Mulheres ao Mar 2         | Dona Granny Phillips |
| 2011 | A Menina e o Monstro             | Yvonne               |
| 2009 | Direita é a Mão que Escreve      | Senhora              |
| 2008 | Depois das Nove                  | Avó Selma            |
| 2007 | Lúcia e a Mala                   | Vizinha              |
| 1982 | Piranha de Véu e Grinalda        | Mãe de Regina        |
| 1971 | Tô na tua, Ô Bicho               | —                    |

### Internet
| Ano  | Título                       | Personagem | Nota              |
| ---- | ---------------------------- | ---------- | ----------------- |
| 2015 | O Incrível SuperÔnix (Gshow) | Velhinha   | Episódio: "Velha" |

## Teatro
- 1961 - Um Carioca no Oásis
- 1973 - Dr. Fausto da Silva[25]
- 1975 - Gota d'Água[26]
- 1977 - O Homem Que Virou Homem
- 1978/1979 - Rosinha... A Que Veio De Minas
- 1979 - Um Rubi no Umbigo
- 1980 - Escorrega no Sabão Âmbar
- 1984/1985 - Segura Teu Homem
- 1986/1987 - O Peru (Teatro)
- 1987 - Tem Um Tenor no Meu Banheiro
- 1988 - Vestido de Noiva
- 1989 - Pra Uma Fina Donzela... Pipoca Nela!
- 1989/2007 - Por Falta de Roupa Nova, Passei o Ferro na Velha
- 1990 - As Filhas da Mãe
- 1990 - Eu Poupo, Tú Polpas, Elle “Tuma”
- 1996 - Roque Santeiro
- 1999 - Cafona Sim, e Daí?
- 2000 - - As Filhas da Mãe
- 2003 - Assunta 21
- 2005/2006 - Os Aposentados
- 2007 - Paixão de Cristo
- 2008 - Uma Luz Vai Brilhar
- 2009 - Encontros Impossíveis (voz em off)
- 2013/2014 - Por Falta de Roupa Nova, Passei o Ferro na Velha
- 2016 - Nem Sempre É o Que Lhe Parece[27]
- 2024 - Tudo por uma Noite